# فهرست نخست‌وزیران کانادا

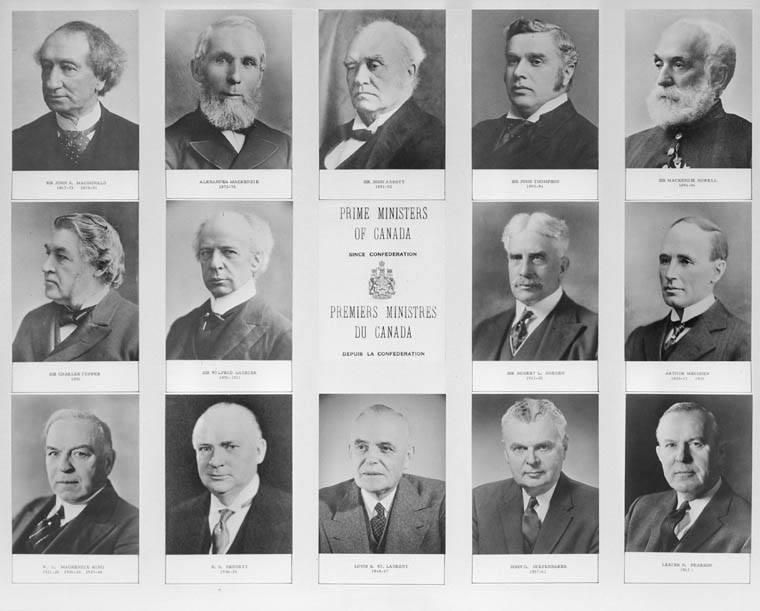
نخست‌وزیران کانادا تا سال ۱۹۶۳

فهرست نخست‌وزیران کانادا (به انگلیسی: List of Prime Ministers of Canada)
نخست‌وزیر کانادا یک مقام رسمی است که به عنوان رئیس دولت کانادا خدمت می‌کند. گر چه رسماً، نخست‌وزیر توسط فرماندار کل کانادا منصوب می‌شود، اما طبق قانون اساسی کانادا، نخست‌وزیر باید رای اعتماد منتخبان مردم در مجلس عوام کانادا را داشته باشند. به‌طور معمول، رهبر حزبی حزب که بیشترین تعداد صندلی در مجلس عوام کانادا را دارد به این مقام می‌رسد. اما، اگر که رهبر فاقد پشتیبانی اکثریت باشد، فرماندار می‌تواند رهبر دیگری را برگزیند که از این حمایت برخوردار است یا ممکن است پارلمان را منحل و برای یک انتخابات جدید فراخوان دهد. طبق قانون اساسی، نخست‌وزیر دارای یک کرسی در پارلمان است که از اوایل قرن ۲۰ به‌طور خاص بیشتر به معنای به معنای مجلس عوام کانادا است.
کشور کانادا با افزودن لایحهٔ الحاقی قانون اساسی که در روز اول ژوئیه سال ۱۸۶۷ و قانون کانادا که در سال ۱۹۸۲، به تصویب رسید، استقلالش را از بریتانیای کبیر اعلام کرد.
| شماره  | تصویر | نام (زاده-درگذشته)                 | شروع                        | پایان                       | حزب                        | دوره         |
| ------ | ----- | ---------------------------------- | --------------------------- | --------------------------- | -------------------------- | ------------ |
| ۱      |       | جان ای. مک‌دانلد (۱۸۱۵–۱۸۹۱)        | ۱ ژوئیه ۱۸۶۷                | ۵ نوامبر ۱۸۷۳               | حزب لیبرال-محافظه‌کار       | نخست         |
| ۲      |       | الکساندر مکنزی (۱۸۲۲–۱۸۹۲)         | ۷ نوامبر ۱۸۷۳               | ۸ اکتبر ۱۸۷۸                | حزب لیبرال                 | دوم          |
| ۱      |       | جان ای. مک‌دانلد (۱۸۱۵–۱۸۹۱)        | ۱۷ اکتبر ۱۸۷۸               | ۶ ژوئن ۱۸۹۱                 | حزب لیبرال-محافظه‌کار       | سوم          |
| ۳      |       | جان ابوت (۱۸۲۱–۱۸۹۳)               | ۱۶ ژوئن ۱۸۹۱                | ۲۴ نوامبر ۱۸۹۲              | حزب لیبرال-محافظه‌کار       | چهارم        |
| ۴      |       | جان تامپسن (۱۸۴۵–۱۸۹۴)             | ۵ دسامبر ۱۸۹۲               | ۱۲ دسامبر ۱۸۹۴              | حزب لیبرال-محافظه‌کار       | پنجم         |
| ۵      |       | مکنزی باول (۱۸۲۳–۱۹۱۷)             | ۲۱ دسامبر ۱۸۹۴              | ۲۷ آوریل ۱۸۹۶               | حزب محافظه‌کار (تاریخی)     | ششم          |
| ۶      |       | چارلز تاپر (۱۸۲۱–۱۹۱۵)             | ۱ مه ۱۸۹۶                   | ۸ ژوئیه ۱۸۹۶                | حزب محافظه‌کار (تاریخی)     | هفتم         |
| ۷      |       | ویلفرد لاوریر (۱۸۴۱–۱۹۱۹)          | ۱۱ ژوئیه ۱۸۹۶               | ۶ اکتبر ۱۹۱۱                | حزب لیبرال                 | هشتم         |
| ۸      |       | رابرت بوردن (۱۸۵۴–۱۹۳۷)            | ۱۰ اکتبر ۱۹۱۱ ۱۲ اکتبر ۱۹۱۷ | ۱۱ اکتبر ۱۹۱۷ ۱۰ ژوئیه ۱۹۲۰ | حزب محافظه‌کار (تاریخی)     | نهم و دهم    |
| ۹      |       | آرتور میین (۱۸۷۴–۱۹۶۰)             | ۱۰ ژوئیه ۱۹۲۰               | ۲۹ دسامبر ۱۹۲۱              | حزب لیبرال ملی و محافظه‌کار | یازدهم       |
| ۱۰     |       | ویلیام لیون مکنزی کینگ (۱۸۷۴–۱۹۵۰) | ۲۹ دسامبر ۱۹۲۱              | ۲۸ ژوئن ۱۹۲۶                | حزب لیبرال                 | دوازدهم      |
| ۹      |       | آرتور میین (۱۸۷۴–۱۹۶۰)             | ۲۹ ژوئن ۱۹۲۶                | ۲۵ سپتامبر ۱۹۲۶             | حزب محافظه‌کار (تاریخی)     | سیزدهم       |
| ۱۰     |       | ویلیام لیون مکنزی کینگ (۱۸۷۴–۱۹۵۰) | ۲۵ سپتامبر ۱۹۲۶             | ۷ اوت ۱۹۳۰                  | حزب لیبرال                 | چهاردهم      |
| ۱۲     |       | آر. بی. بنت (۱۸۷۰–۱۹۴۷)            | ۷ اوت ۱۹۳۰                  | ۲۳ اکتبر ۱۹۳۵               | حزب محافظه‌کار (تاریخی)     | پانزدهم      |
| ۱۰     |       | ویلیام لیون مکنزی کینگ (۱۸۷۴–۱۹۵۰) | ۲۳ اکتبر ۱۹۳۵               | ۱۵ نوامبر ۱۹۴۸              | حزب لیبرال                 | شانزدهم      |
| ۱۲     |       | لوئیز سنت لارنت (۱۸۸۲–۱۹۷۳)        | ۱۵ نوامبر ۱۹۴۸              | ۲۱ ژوئن ۱۹۵۷                | حزب لیبرال                 | هفدهم        |
| ۱۳     |       | جان دیفن‌بیکر (۱۸۹۵–۱۹۷۹)           | ۲۱ ژوئن ۱۹۵۷                | ۲۲ آوریل ۱۹۶۳               | حزب محافظه‌کار پیشرو        | هجدهم        |
| ۱۴     |       | لستر بولز پیرسون (۱۸۹۷–۱۹۷۲)       | ۲۲ آوریل ۱۹۶۳               | ۲۰ آوریل ۱۹۶۸               | حزب لیبرال                 | نوزدهم       |
| ۱۵ (۱) |       | پیر ترودو (۱۹۱۹–۲۰۰۰)              | ۲۰ آوریل ۱۹۶۸               | ۳/۴ ژوئن ۱۹۷۹               | حزب لیبرال                 | بیستم        |
| ۱۶     |       | جو کلارک (زادهٔ ۱۹۳۹)               | ۴ ژوئن ۱۹۷۹                 | ۲/۳ مارس ۱۹۸۰               | حزب محافظه‌کار پیشرو        | بیست و یکم   |
| ۱۴     |       | پیر ترودو (۱۹۱۹–۲۰۰۰)              | ۳ مارس ۱۹۸۰                 | ۲۹/۳۰ ژوئن ۱۹۸۴             | حزب لیبرال                 | بیست و دوم   |
| ۱۵ (۲) |       | جان ترنر (۱۹۲۹–۲۰۲۰)               | ۳۰ ژوئن ۱۹۸۴                | ۱۶/۱۷ سپتامبر ۱۹۸۴          | حزب لیبرال                 | بیست و سوم   |
| ۱۸     |       | برایان مالرونی (۱۹۳۹–۲۰۲۴)         | ۱۷ سپتامبر ۱۹۸۴             | ۲۴/۲۵ ژوئن ۱۹۹۳             | حزب محافظه‌کار پیشرو        | بیست و چهارم |
| ۱۹     |       | کیم کمپبل (زادهٔ ۱۹۴۷)              | ۲۵ ژوئن ۱۹۹۳                | ۳/۴ نوامبر ۱۹۹۳             | حزب محافظه‌کار پیشرو        | بیست و پنجم  |
| ۲۰     |       | ژان کرتین (زادهٔ ۱۹۳۴)              | ۴ نوامبر ۱۹۹۳               | ۱۱/۱۲ دسامبر ۲۰۰۳           | حزب لیبرال                 | بیست و ششم   |
| ۲۱     |       | پل مارتین (زادهٔ ۱۹۳۸)              | ۱۲ دسامبر ۲۰۰۳              | ۵/۶ فوریه ۲۰۰۶              | حزب لیبرال                 | بیست و هفتم  |
| ۲۲     |       | استیون هارپر (زادهٔ ۱۹۵۹)           | ۶ فوریه ۲۰۰۶                | ۳/۴ نوامبر ۲۰۱۵             | حزب محافظه‌کار              | بیست و هشتم  |
| ۲۳     |       | جاستین ترودو (زادهٔ ۱۹۷۱)           | ۴ نوامبر ۲۰۱۵               | ۱۴ مارس ۲۰۲۵                | حزب لیبرال                 | بیست و نهم   |
| ۲۴     |       | مارک کارنی (زادهٔ ۱۹۶۵)             | ۱۴ مارس ۲۰۲۵                | تاکنون                      | حزب لیبرال                 | سی اُم        |